# Morsum-Kliff
Koordinaten: 54° 52′ 38″ N, 8° 27′ 38″ O

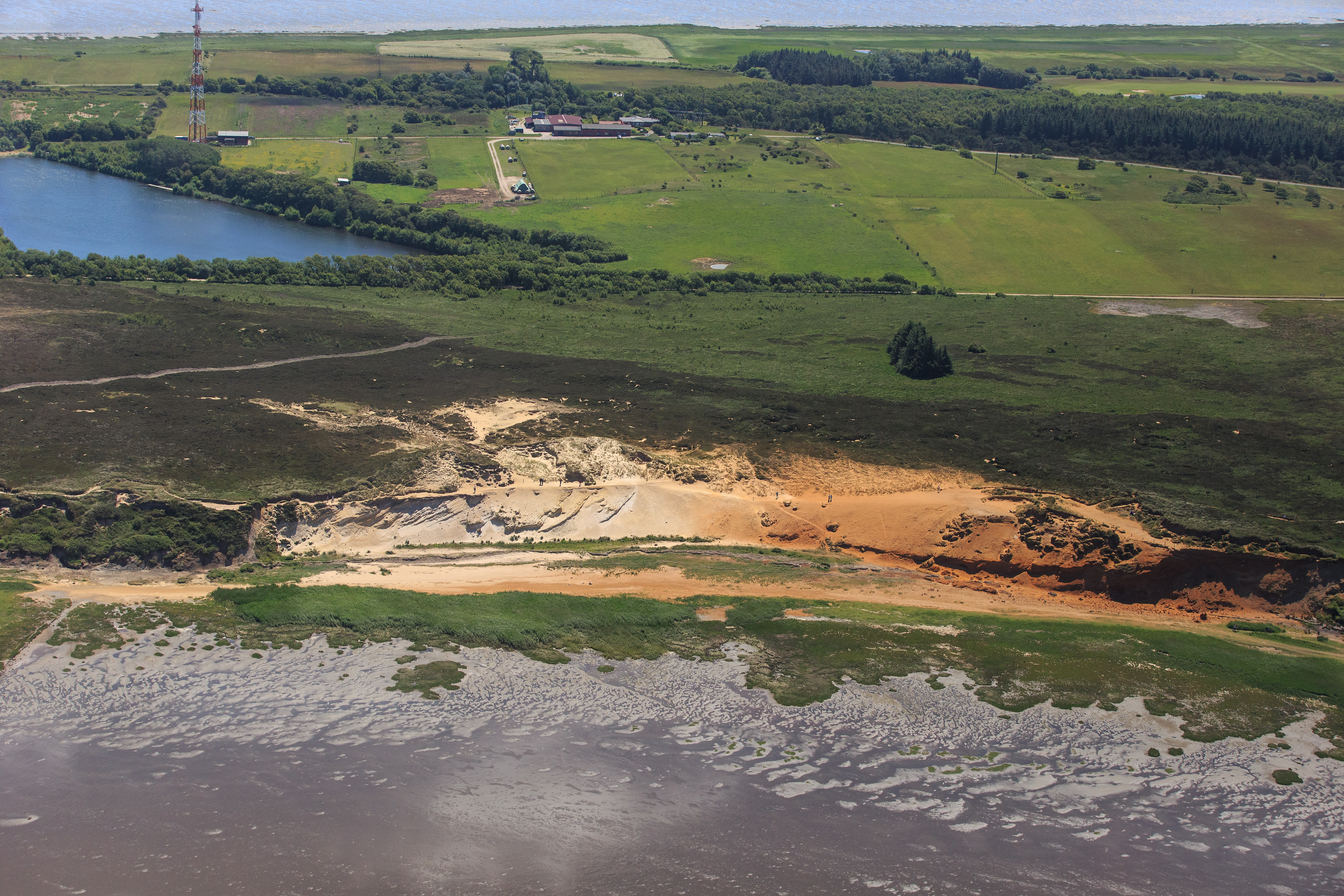
Das Morsum-Kliff

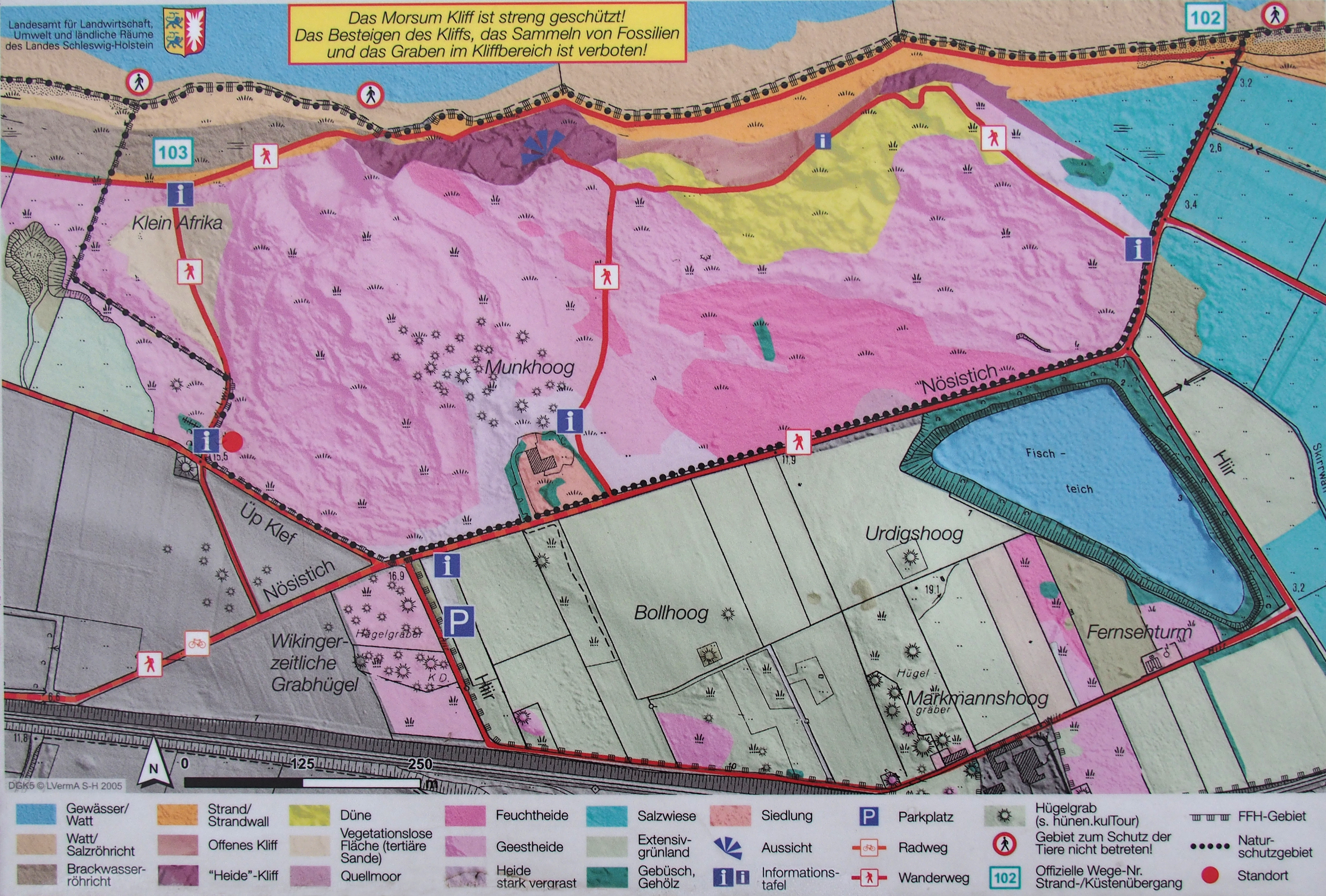
Übersichtsplan

Das Morsum-Kliff (dänisch: Morsum Klev, nordfriesisch: Muasem Klef) ist eine Kliffküste im Osten der Insel Sylt, die sich etwa zwischen dem Hindenburgdamm und dem Ort Morsum über eine Distanz von knapp 2.000 Metern erstreckt. Das Morsum-Kliff ist Naturschutzgebiet und Nationaler Geotop.

## Geologie
| ❮ | System      | Serie   | Stufe        | ≈ Alter (mya) |
| ❮ | später      | später  | später       | jünger        |
| - | ----------- | ------- | ------------ | ------------- |
| ❮ | N e o g e n | Pliozän | Piacenzium   | 2,588 ⬍ 3,6   |
| ❮ | N e o g e n | Pliozän | Zancleum     | 3,6 ⬍ 5,333   |
| ❮ | N e o g e n | Miozän  | Messinium    | 5,333 ⬍ 7,246 |
| ❮ | N e o g e n | Miozän  | Tortonium    | 7,246 ⬍ 11,62 |
| ❮ | N e o g e n | Miozän  | Serravallium | 11,62 ⬍ 13,82 |
| ❮ | N e o g e n | Miozän  | Langhium     | 13,82 ⬍ 15,97 |
| ❮ | N e o g e n | Miozän  | Burdigalium  | 15,97 ⬍ 20,44 |
| ❮ | N e o g e n | Miozän  | Aquitanium   | 20,44 ⬍ 23,03 |
| ❮ | früher      | früher  | früher       | älter         |

Die geologische Bedeutung dieser Steilküste liegt in erster Linie darin, dass die hier aufgeschlossenen Formationen unter Einwirkung der Gletscher der Saale-Kaltzeit (vor etwa 120.000 Jahren) aus ihrer natürlichen Lage zu mehreren Schollen (oder Schuppen) aufgestaucht und schräggestellt wurden, so dass sie heute in der Reihenfolge ihrer Entstehung nebeneinander (und nicht übereinander) im Kliff zu sehen sind.
Die eigentliche Kliffbildung fand erst im Postglazial statt. Aus dieser Zeit stammen auch die im oberen Abschnitt des Kliffs lokal auftretenden Sanddünen.
Das Kliff selbst wird in vier Schollen untergliedert, Ostscholle, Hauptscholle, Mittelscholle und Westscholle. Der geologische Aufbau dieser Schollen ist ähnlich. Ausgehend von der Ursprungslage (von unten nach oben, was nach Aufrichtung der Schollen nunmehr einer Betrachtung von West nach Ost entspricht) sind dies:
- Glimmerton des Syltium
- Glimmerfeinsand (Oberstes Syltium)
- Limonitsandstein (Morsumium)
- Pliozäner Feinsand
- Kaolinsand (Oldesloe-Formation).[3]

Diese Schichten repräsentieren eine geologische Zeitspanne von ungefähr 7–8 Millionen Jahren, wobei die älteste Formation (Glimmerton des Syltium) auf ein absolutes Alter von 9 bis 11 Millionen Jahren datiert wird.

### Bilder geologischer Schichten
|  | Die Ostscholle des Morsum-Kliffs. Standort: oberhalb des Glimmertons mit Blick auf die Schichten des Limonitsandsteins und des Kaolinsandes, deren Schrägstellung hier gut erkennbar ist. Links vom Kaolinsand eine weitere Glimmertonscholle. Oben postglaziale Sanddünen. Im Hintergrund (oben links) ist ein Teil des Hindenburgdamms zu erkennen. |
|  | Das Morsum-Kliff. Rechts im Bild (von der Vegetation etwas verdeckt) obermiozäner Glimmerton, in der Mitte roter Limonitsandstein und links Kaolinsand. |

## Geschichtliches
Im Zuge der Planung des Hindenburgdamms wurden Überlegungen angestellt, als Baumaterial für diese feste Verbindung zwischen Sylt und dem Festland Teile des Morsum-Kliffs abzutragen. Privatinitiativen vereitelten diesen Plan und erreichten die Unterschutzstellung eines 43 Hektar großen Gebietes im Jahre 1923. Die Initiatoren sind zugleich Gründer des Vereins Naturschutz Insel Sylt, aus dem 1977 die Naturschutzgemeinschaft Sylt e. V. hervorging, die heute Schutzträger des NSG Morsum-Kliff ist.

## Naturschutz und Zugang
|  | Das Kliff ist streng geschützt. Das Sammeln von Fossilien ist untersagt, ebenso natürlich das Besteigen des Steilufers. Am besten zugänglich ist die Ostscholle, zu der von einem unweit einer Hotelanlage gelegenen Parkplatz ein Fußweg ausgeschildert ist, über den man auch an das Wattenmeer gelangt. |

## Das Morsum-Kliff in der Malerei

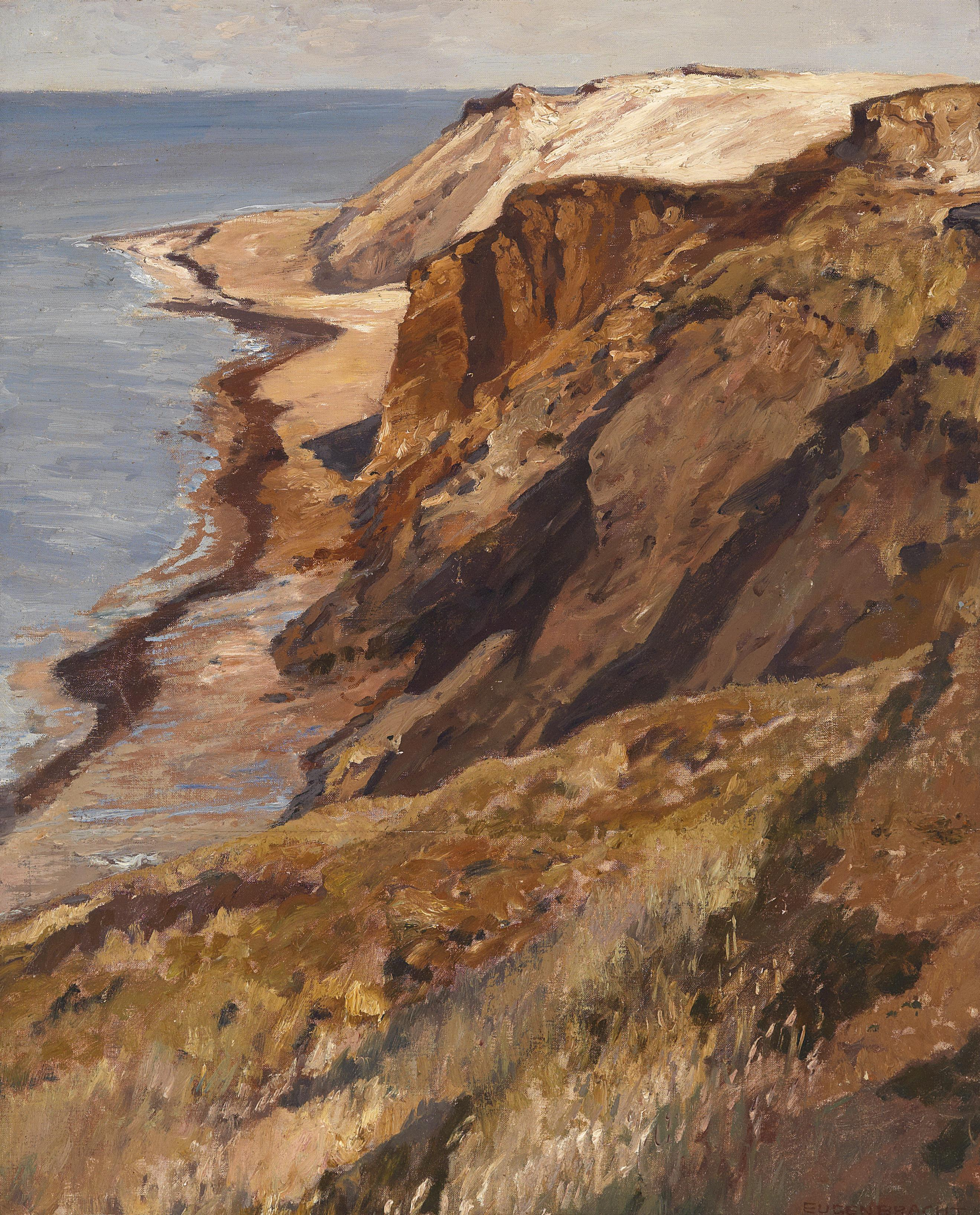
Eugen Bracht Küste auf Sylt (Morsum-Kliff), 1897
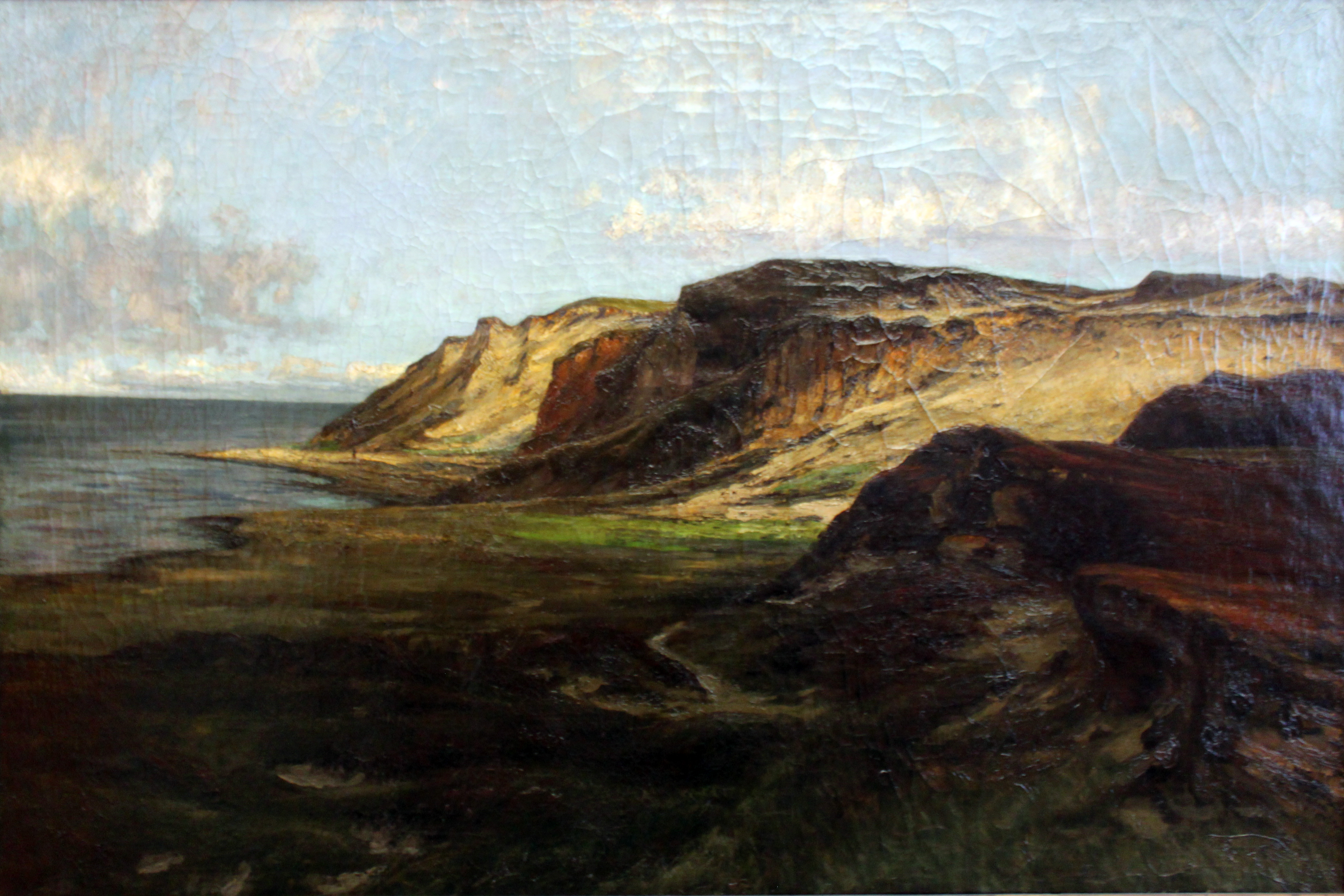
Hinrich Wrage Morsumkliff, Sylt, 1902, Museumsberg Flensburg
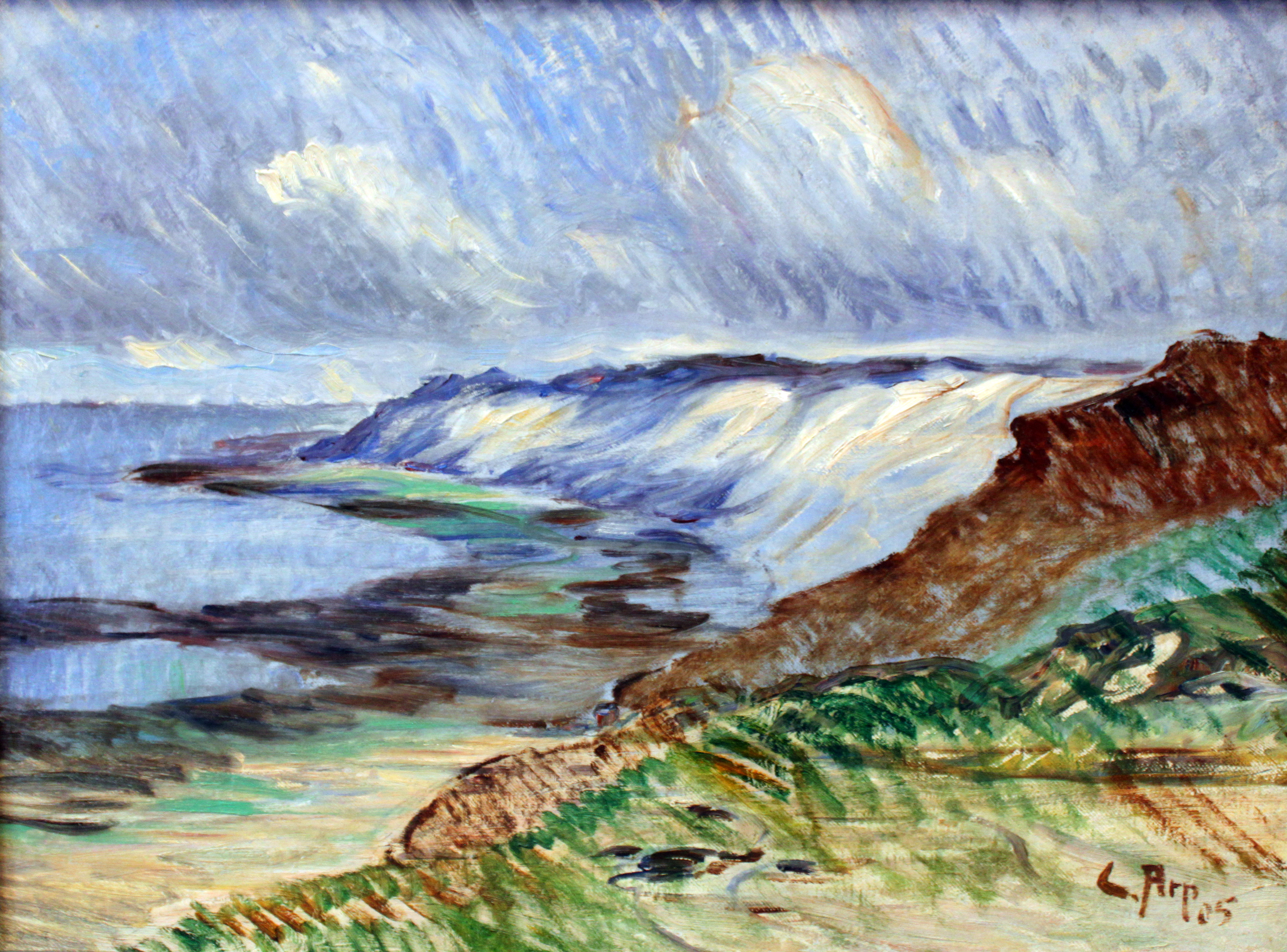
Carl Arp Küstenlandschaft auf Sylt (Morsumkliff) 1905
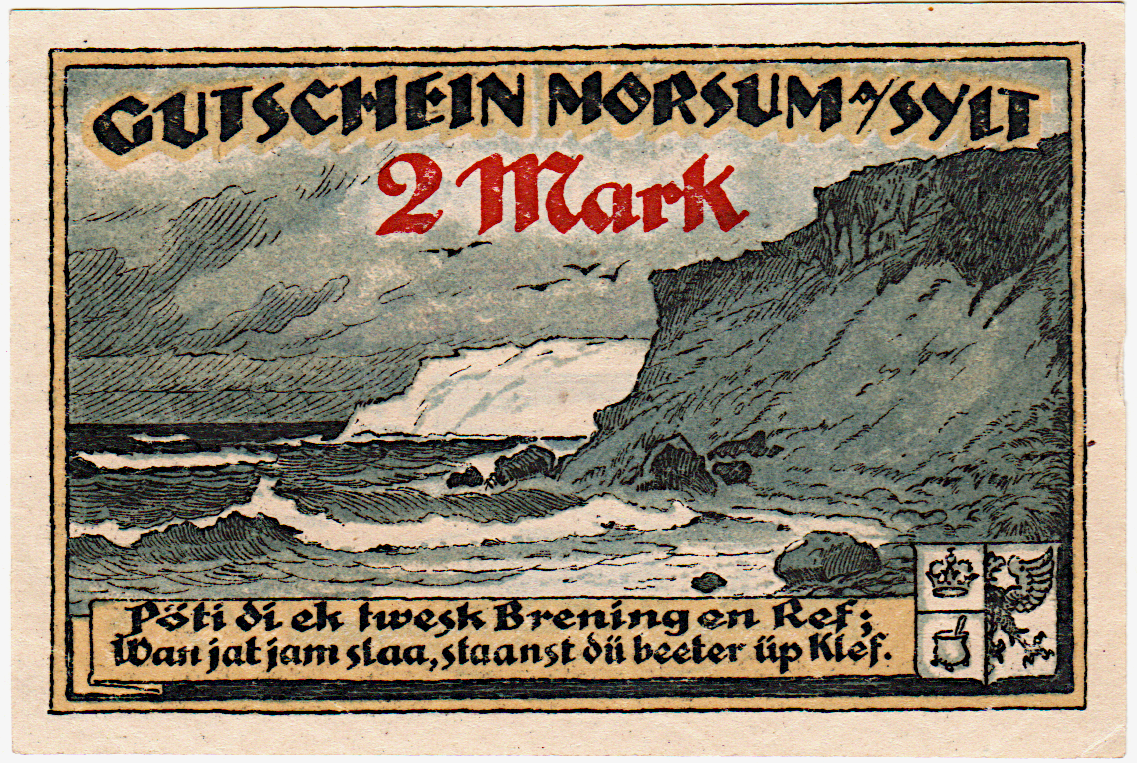
Das Morsum-Kliff (unbekannter Künstler) auf einem Notgeldschein von 1921
Ingo Kühl Morsum Kliff 13. März 2003

## Panoramen

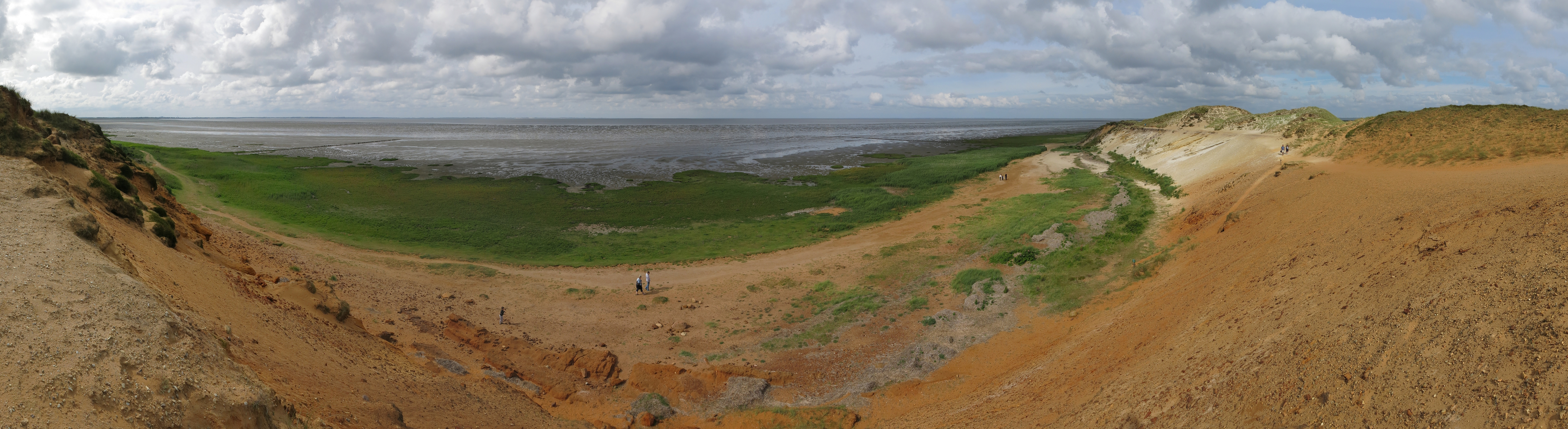
Ansicht vom Bereich des roten Limonitsandsteins
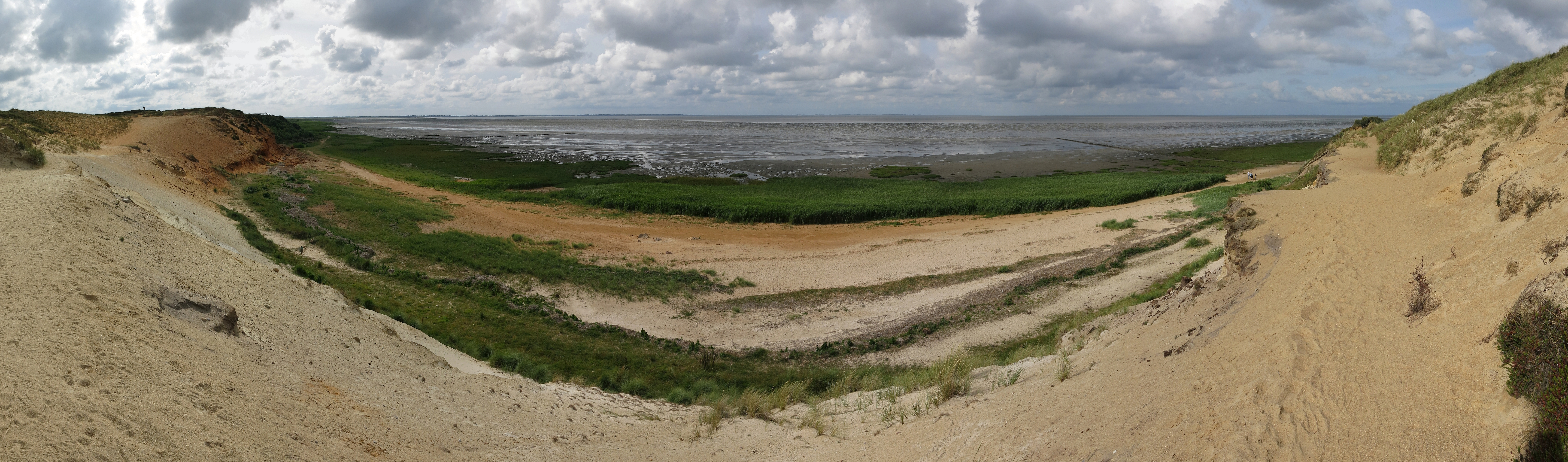
Ansicht vom Bereich des Kaolinsands
Gesamtansicht von Norden aus dem Watt